# 塞族共和國國旗
塞族共和国國旗是一面泛斯拉夫颜色三色旗，波斯尼亚和黑塞哥维那境内塞族共和国的国旗于1992年5月12日采用。该旗为长方形三色旗，由红、蓝、白三条相等的水平条纹组成。它与塞尔维亚民用旗几乎完全相同，但长宽比不同，前者为 1:2，后者为 2:3，颜色深浅也略有不同。这面旗帜与阿根廷米西奥内斯省的旗帜以及倒过来的俄罗斯国旗非常相似。 
2007年，波斯尼亚和黑塞哥维那宪法法院宣布波斯尼亚和黑塞哥维那联邦的旗帜、塞族共和国的国徽和塞族共和国的其他象征违宪。法院裁定，这些象征并不代表居住在塞族共和国的非塞族民族。然而，塞族共和国的旗帜被认为符合宪法。法院裁定，虽然颜色的组合与塞尔维亚三色旗有关，但红色、蓝色和白色的使用也被视为泛斯拉夫颜色。

## 相关历史
塞尔维亚三色旗曾被用作其他旗帜的基础，最著名的是塞尔维亚国旗。黑山也使用过塞尔维亚三色旗，但蓝色深浅不一。在南斯拉夫社会主义联邦共和国统治下，塞尔维亚和黑山共和国的旗帜具有相同的设计和颜色。黑山于1993年更改了国旗，改变了国旗中蓝色的比例和深浅，并一直使用这面旗帜直到 2004年。
塞尔维亚三色旗也是克罗地亚塞族少数民族旗帜的原型。塞尔维亚三色旗上涂有塞尔维亚十字，是塞尔维亚东正教的旗帜。
塞族共和国的旗帜在许多波斯尼亚塞族人中很受欢迎，他们更喜欢悬挂塞族共和国的旗帜或塞尔维亚国旗，而不是波斯尼亚和黑塞哥维那的国旗。

## 颜色标准
旗帜的指定颜色如下：
|                | 赤红      | 深蓝       | 白色        |
| -------------- | --------- | ---------- | ----------- |
| 三原色光模式   | 237/28/36 | 57/81/163  | 255/255/255 |
| 十六进制       | #ED1C24   | #3951A3    | #FFFFFF     |
| 印刷四分色模式 | 0/88/85/7 | 65/50/0/36 | 0/0/0/0     |

### 旗帜列表
- 塞族共和国总统的旗帜
- 塞尔维亚东正教教会旗帜
- 塞尔维亚克拉伊纳共和国旗帜
- 塞族共和国总统的旗帜（1995-2007年）
- 塞族共和国总理的旗帜（1995-2007年）
- 塞族共和国人民议会主席（英语：National Assembly (Republika Srpska)）的旗帜（1995-2007年）
- 塞族共和国国防部长的旗帜（1995-2007年）
- 塞尔维亚克拉伊纳共和国国旗（为1991至1995年存在于克罗地亚的塞尔维亚族地方割据政权）
- 在波黑塞尔维亚人聚居区随处可见的塞尔维亚国旗民用旗版